# Gyrophaena egena
Gyrophaena egena är en skalbaggsart som beskrevs av Thomas Casey 1906. Gyrophaena egena ingår i släktet Gyrophaena och familjen kortvingar. Inga underarter finns listade i Catalogue of Life.